# La Bouille

La Bouille este o comună în departamentul Seine-Maritime, Franța. În 1 ianuarie 2022 avea o populație de 710 de locuitori.

## Comune vecine
| Caumont                    | Sahurs |            |
|                            |        |            |
| Saint-Ouen-de-Thouberville |        | Moulineaux |